# Beautiful, Dirty, Rich
Beautiful, Dirty, Rich is een nummer van de Amerikaanse pop-singer-songwriter Lady Gaga, afkomstig van haar debuutalbum The Fame, dat in 2008 werd uitgebracht. De single werd vrijgegeven als promotiesingle via de labels Streamline, Kon Live, Cherrytree en Interscope als download op 24 september 2008. De single stond op de setlist van The Fame Ball Tour en The Monster Ball Tour.

## Achtergrond
Gaga zei over de single dat "Beautiful, Dirty, Rich een van mijn singles [was] waarop ik alleen maar wat experimenteerde".  Later verklaarde ze dat tijdens het schrijven van de single onder de invloed van drugs was.
Matthew Chisling van AllMusic gebruikte dit lied en Paparazzi als voorbeelden van de tekst van The Fame hoe een goed geproduceerd dance-album eruit zou moeten zien. Rob Fusari produceerde de single.

### Opname
De single werd in 2006 opgenomen in 150 studios en Parsippany-Troy Hills, New Jersey.

## Compositie en tekst
Beautiful, Dirty, Rich is een uptempo dancepop-nummer dat zware synths bevat, zoals de meeste elektronische nummers op The Fame. Lady Gaga schreef de single met Rob Fusari. Hij produceerde ook de single.

## Videoclip
Hoewel Beautiful, Dirty, Rich geen officieel uitgebrachte single is, werd er toch een videoclip van gemaakt. De videoclip speelt zich af in een herenhuis. Melina Matsoukas produceerde de videoclip. De videoclip ging in première op 13 december 2009.

## Commercieel ontvangst
In het Verenigd Koninkrijk debuteerde het nummer op nummer 89 op 21 februari 2009, en piekte die week daarna op nummer 83. Die week daarna, De laatste week dat de single in de hitlijst van het Verenigd Koninkrijk stond daalde de single naar nummer 87.

## Liveoptredens
| Datum                                | Land        | Locatie            |
| ------------------------------------ | ----------- | ------------------ |
| 21 maart 2009 t/m 29 september 2009  | Alle landen | The Fame Ball Tour |
| 21 december 2009 t/m 26 januari 2010 | Alle landen | Monster Ball Tour  |